# مونا دال
مونا دال (انگلیسی: Mona Dahle؛ زادهٔ ۲۴ اوت ۱۹۷۰) بازیکن هندبال اهل نروژ است.